# Арахисовая паста
Ара́хисовая па́ста — паста из перетёртых в муку бобов арахиса, в которую может добавляться небольшое количество растительного масла и соли. Традиционный продукт кухни США, где 24 января провозглашено Национальным днём арахисовой пасты.
Шоколадно-ореховые пасты пользовались успехом в Европе ещё в середине XIX века. Американский патент на бобовый арахисовый заменитель этого орехового продукта был выдан в 1884 году М. Г. Эдсону (1849—1940) из Монреаля. В первой половине XX века американское правительство приложило немало усилий для популяризации арахиса как источника дешёвого растительного белка. В результате арахисовая паста стала атрибутом стола среднестатистической американской семьи.
Бо́льшая часть урожая арахиса в США идёт на изготовление арахисовой пасты. Масло из арахиса популярно также в других англоязычных странах и бывших колониях Британской империи: Канаде, Австралии, Великобритании, Южной Африке, Новой Гвинее, Новой Зеландии, на Багамах, на Филиппинах, а также в Нидерландах.
Различают два основных вида пасты — в виде однородной кремовидной массы и с добавлением кусочков арахиса. Во время типичного американского завтрака арахисовую пасту употребляют в чистом виде, как бутербродную пасту на белый хлеб или в сэндвичах с джемом. Широко используется также как полуфабрикат для производства крекеров и кондитерских продуктов со вкусом арахиса.
Изначально арахисовые пасты производились из бобов арахиса без каких-либо добавок, но сейчас большинство массовых производителей добавляет в состав подсластитель (сахар, мёд, сироп) и растительное масло — чаще всего гидрогенизированное, что позволяет избегать расслоения и увеличивает срок годности. Добавление сахаров и особенно трансжиров (гидрогенизированных масел) существенно меняет качество продукта. Натуральную арахисовую пасту (масло) можно отличить по информации на этикетке: в составе не должно быть ничего, кроме самих бобов арахиса.
Арахисовая паста — один из самых высококалорийных и богатых белком продуктов веганской кухни (588 ккал и 25 г белка на 100 г продукта). Для тех, кто следит за своим весом, американские производители предлагают, вместо арахисовой, пасты менее калорийные, с пониженным содержанием насыщенных жирных кислот, как, например, миндальная паста.